# Pop! The First 20 Hits
Albums de Erasure
Abba-esque
(1992) Pop! The Videos
(1992)
Singles
Pop! The First 20 Hits est la 1re compilation d’Erasure, sortie pour le 16 novembre 1992 (au Royaume-Uni), dressant un bilan des cinq premiers albums du groupe : Wonderland, The Circus, The Innocents, Wild! et Chorus.
Il s'agit des versions single/radio des vingt premiers singles d'Erasure, initialement parus entre septembre 1985 et octobre 1992. Les vidéo-clips des mêmes chansons paraissaient simultanément en cassette vidéo VHS sous le titre Pop! The Videos.
Pop! The First 20 Hits fut le quatrième album du groupe à se classer no 1 des ventes d'albums au Royaume-Uni et reste, aux côtés de The Innocents, la plus grosse vente d'Erasure sur le marché britannique, certifié triple-disque platine par la British Phonographic Industry. La compillation réalise également la dixième meilleure vente d'albums au Royaume-Uni sur l'ensemble de l'année 1992.
Une version remasterisée et réactualisée de cette compilation, incluant les singles du groupe parus de 1994 à 2009, est sortie le 23 février 2009 sous la forme d'un double-CD intitulé Total Pop! The First 40 Hits. Bien que nettement plus complète, cette dernière connut un succès commercial moindre que celui de la sortie initiale.

## Classements parmi les ventes de disques
| Pays             | Meilleure position |
| ---------------- | ------------------ |
| Royaume-Uni      | 1                  |
| Autriche         | 4                  |
| Irlande          | 4                  |
| Finlande         | 7                  |
| Union européenne | 7                  |
| Allemagne        | 12                 |
| Suède            | 15                 |
| Suisse           | 18                 |
| Canada           | 40                 |
| Nouvelle-Zélande | 40                 |
| États-Unis       | 112                |
| Australie        | 122                |

## Ventes
- États-Unis : 676 000 exemplaires vendus
- Royaume-Uni : pas de chiffre précis, mais une certification triple-platine de la BPI attestant de plus de 900 000 exemplaires vendus.

## Détail des plages
| 1.    | Who Needs Love (Like That)               | 3:06 |
| 2.    | Heavenly Action                          | 3:20 |
| 3.    | Oh L'Amour                               | 3:07 |
| 4.    | Sometimes                                | 3:39 |
| 5.    | It Doesn't Have To Be                    | 3:46 |
| 6.    | Victim Of Love                           | 3:38 |
| 7.    | The Circus                               | 4:06 |
| 8.    | Ship Of Fools                            | 4:03 |
| 9.    | Chains Of Love                           | 3:43 |
| 10.   | A Little Respect                         | 3:31 |
| 11.   | Stop!                                    | 2:55 |
| 12.   | Drama!                                   | 4:06 |
| 13.   | You Surround Me                          | 3:58 |
| 14.   | Blue Savannah                            | 4:19 |
| 15.   | Star                                     | 3:38 |
| 16.   | Chorus                                   | 4:29 |
| 17.   | Love To Hate You                         | 3:56 |
| 18.   | Am I Right?                              | 4:17 |
| 19.   | Breath Of Life                           | 3:55 |
| 20.   | Take A Chance On Me                      | 3:46 |
| 21.   | Who Needs Love (Like That) (Hamburg Mix) | 3:01 |
| 78:20 |                                          |      |

L'édition CD américaine n'inclut pas la 21e plage, s'arrêtant à Take A Chance On Me.